# クー・シー
クー・シー（Cu Sith、カーシー）は、スコットランドに伝わる犬の妖精。名もそのままゲール語で「犬の妖精」を意味する（クー＝犬、シー＝妖精）。
全身に長い暗緑色の毛を生やし、丸まった長い尾を持つ牛並みに大きな犬で、妖精達の番犬とされている。人間を襲う事もあるという。全く音をたてず、滑るようにして移動する。

## 呼称
呼称は「クー・シー」の他、「カー・シー（Cir sith）」「ケー・シー（Ce sith）」とも書かれる。

## 特徴
「2歳の牛」ほどの大きさの体を覆う全身の体毛は、背が暗緑色、脚部は薄い緑色、耳は濃い緑で、尾は長く、背中に上がったまま丸まる、あるいは平たく編んで下にたらされ、妖精達のすむ丘の内側（ブルー「Bru」と呼ばれる）に繋がれていて、誰かの侵入に対して放たれる、とされている。
なお、広く分布している「犬型の妖精」は、黒妖犬（ブラックドック）と呼ばれるように黒く、ほかのケルト圏、 イングランドで伝えられる「妖精丘（ノール「Knoll」と呼ばれる）に住む犬」は「赤い耳に白い体毛」を持つとされる。
妖精の女性に従い、人間の持つ雌牛の、捜索や搾乳、妖精丘の外側（シーヘン「Sithean」と呼ばれる）への追い込みを行う。また、時折妖精丘（そのものはノウ「Knowe」と呼ばれる）から出て彷徨し、岩場の裂け目で寝泊りすることもあるといわれる。その際、人への死の前兆として現れることもあるという。
獲物を追う際は、絶えず吠えることをせず、3度物凄いうなり声をあげる。その声は遠くからも聞こえるほどだという。
クー・シーは人間にとって脅威として語られているが、「妖精丘へ侵入した人間」を追ったクー・シーが人間の持つ犬に撃退された、という話もある。